# Kati Zsigóné
Kati Zsigóné (n. 16 iunie 1953, Kecskemét, Ungaria) este o artistă plastică și ilustratoare de ouă maghiară.

## Biografie
Tatăl ei a fost fermier și țesător de coșuri. Julianna (care și-a primit porecla "Kati" de la tatăl ei) și-a văzut părinții divorțând la vârsta de trei ani, din cauza grosolăniei și alcoolismului tatălui ei. Mama ei a crescut-o ca unic copil în sărăcie. Kati a fost nevoită să muncească de la vârsta de 14 ani, deoarece salariul mic pe care mama ei îl primea ca femeie de serviciu la un liceu catolic din localitate nu era suficient pentru a se întreține.

## Carieră
Arta sa artistică s-a dezvoltat datorită sprijinului soțului ei, care până în prezent este cel mai important susținător și sursă de inspirație. Începutul carierei sale a fost la nașterea fiicei lor, când a vrut să angajeze doamne pictorițe pentru a decora camera fiicei sale; soțul ei a convins-o să picteze ea însăși camera. Din acest motiv, ea a început să practice desenul și pictura la un nivel superior. Dintre cele opt forme de artă pe care le practică astăzi, prima a fost pictura murală. După aceea, s-a implicat în pictura de faianță și gresie, în pictura de mobilier, în crearea de picturi în ulei (care înfățișează cai, animale indigene maghiare, peisaje și icoane), în realizarea de plafoane cu rozetă, în pictura și zgârierea vaselor și în brodarea de haine, fețe de masă și veste. De asemenea, ea practică o formă de artă numită riseliőzés.
Ultima formă de artă pe care a învățat-o a fost pictura pe sticlă (inclusiv icoane) - prima sa lucrare importantă în acest domeniu a fost decorarea vitrinelor de la propria expoziție. Dar ramura de artă pe care o îndrăgește cel mai mult este pictura pe ouă. Ea a decis să se implice în această artă după ce a ajuns să se bucure de motivele (inclusiv flori) și culorile picturii murale. De atunci, este răspânditoare și profesoară de artă populară maghiară. Ea face aproape 300 de tipuri de decorațiuni de ouă folosind peste 20 de tehnici diferite.
A pictat, zgâriat, gravat, cerat, dantelat, aplicat, spălat, sculptat, gravat, ouă tapiserie, ouă cu potcoave etc. De asemenea, folosește adesea tehnici combinate pe ouăle sale. Ea folosește în principal ouă de găină, gâscă, rață, struț, emus, rea mare și papagal.
Printre cele mai notabile creații ale sale se numără ouăle înalte de un metru sau chiar de 2 metri, ouă decorate cu argint și aur, dar și faimoasa pictură a lui Leonardo da Vinci, Cina cea de Taină. Colecția de motive pe care ea însăși a realizat-o include aproape 3500 de motive diferite de ouă și alte motive de artă populară.

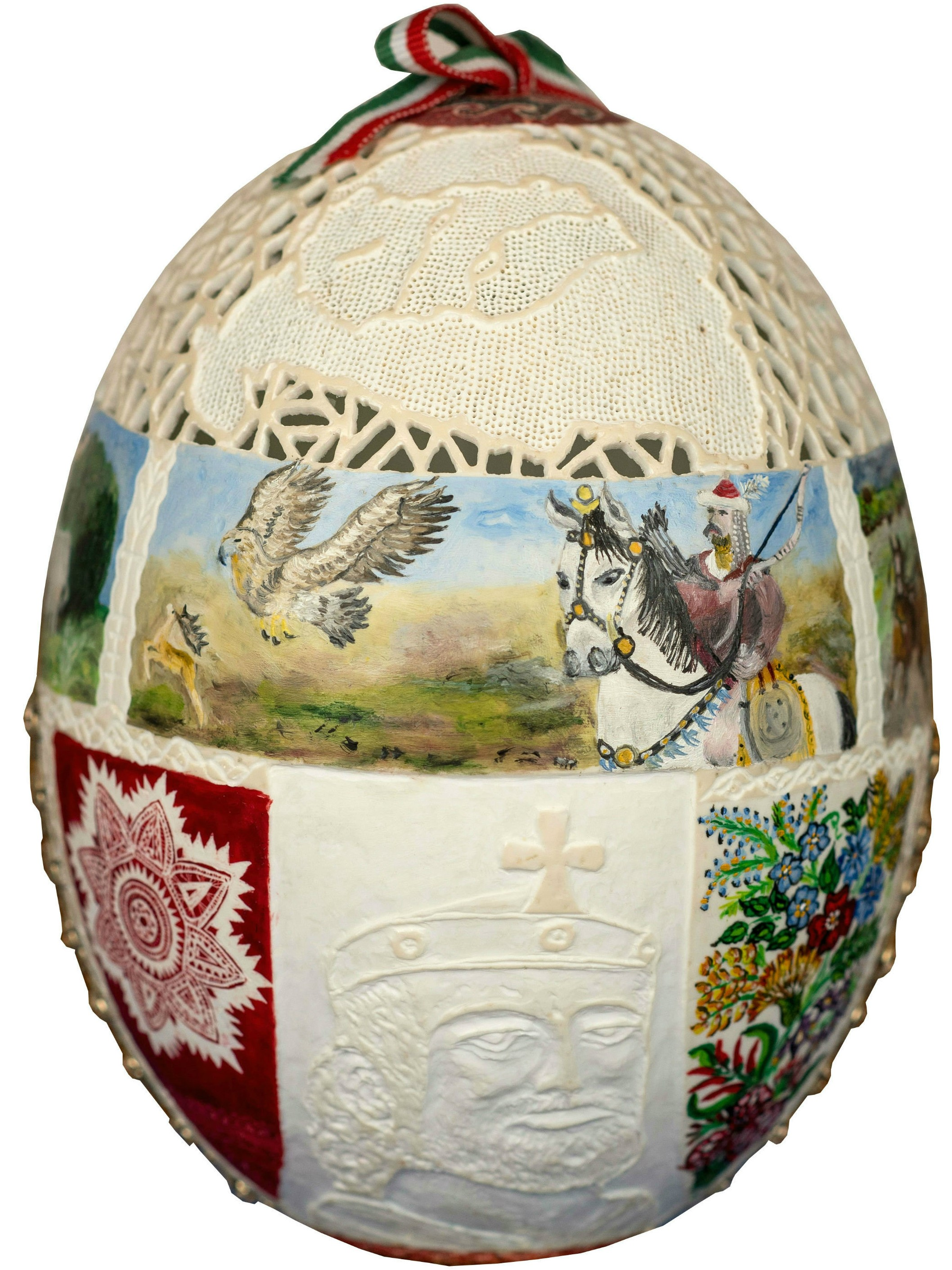
Oul națiunii maghiare

### Oul națiunii maghiare
Oul națiunii maghiare (în maghiară: A Magyar nemzet Tojása) este un ou special realizat de Zsigóné în 2018, cu ocazia împlinirii a 980 de ani de la moartea lui Ștefan I al Ungariei. Baza era un ou de struț. A folosit 11 tehnici diferite (inclusiv pictură, ceruire, zgâriere, sculptură, batic, punctare, potcovit etc.), creând 79 de modele, inclusiv motive maghiare (dantelă halas, dantelă Matyó și Kalocsai etc.). Motivele, imaginile și semnalele reprezentate pe ou comemorează diferite momente și simboluri importante din istoria Ungariei, inclusiv bijuteriile coroanei maghiare, turul, cucerirea Bazinului Carpatic, jurământul de sânge sau Tratatul de la Trianon, precum și Adormirea Maicii Domnului și 16 potcoave de aur. Lucrul la acest ou a durat peste un an, inclusiv patru luni pentru plasarea motivelor.

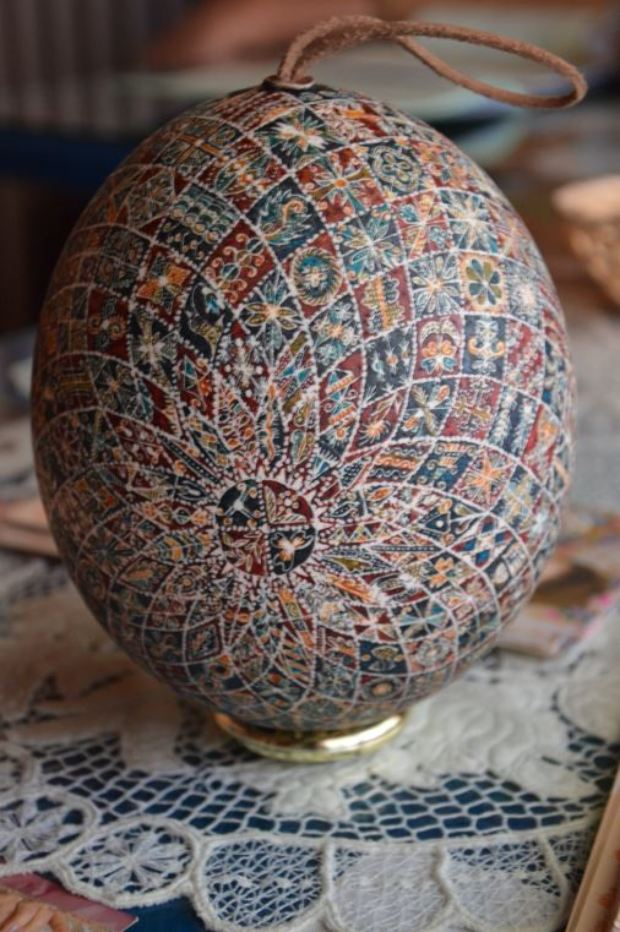
Oul vorbitor

### Oul vorbitor
Un alt ou special creat este oul vorbitor (în maghiară: A Beszélő Tojás). Acest ou folosește tehnica tradițională cerată și înfățișează 348 de motive clasice, tradiționale maghiare, care sunt separate de 13000 de puncte, simbolizând semințele.
Baza acestei opere de artă a fost un ou de struț de 49x44 cm, procesul a durat șapte luni și a fost finalizat în 2019. Pentru o mai bună înțelegere, Zsigóné a realizat și un ghid ilustrat de 30 de pagini, care include explicații ale simbolurilor găsite pe ou.

### Oul lumii
Creat pe un ou de struț folosind două metode diferite de decorare, pictură și gravură, reprezentând 100 de modele diferite, care sunt plasate într-o formă eliptică, reprezentând rotația Pământului. Oul înfățișează 40 de personalități istorice notabile, printre care Albert Einstein, Thomas Edison, Marie Curie, Ignaz Semmelweis, Edward Teller, Isaac Newton, Stephen Hawking, Leonardo da Vinci, Nikola Tesla, Wolfgang Amadeus Mozart, Mahatma Gandhi, Maica Tereza, Iuri Gagarin, Iisus Hristos și Pelé, printre alții, precum și 4 personalități contemporane precum Bill Gates și Oprah Winfrey. 4 maghiari sunt de asemenea prezenți, la fel ca și inițialele artistei însăși. În plus, oul înfățișează 14 clădiri și structuri bine cunoscute, precum complexul piramidal din Giza, Marele Zid Chinezesc, statuia lui Cristos Mântuitorul din Rio, Taj Mahal, statuile Moai sau Petra din Iordania, precum și 30 de obiecte și expresii care au importanță în viața omului, cum ar fi pacea, ADN-ul, timpul, scrisul, familia, numerele, filmul, zborul, vindecarea etc. Cele mai notabile 14 religii și 16 diamante în soclu de aur sunt, de asemenea, prezente pe suprafața oului. Având în vedere că nu numai lucrurile pozitive, ci și cele negative sunt legate de omenire, oul încearcă să reprezinte acest lucru prin reprezentarea negativităților precum războiul, foametea, epidemiile, terorismul, dezastrele naturale sau poluarea mediului.
Artista a petrecut nu mai puțin de 3 ani decorând oul, meșteșugul său în sine a durat 6 luni, restul a fost colectarea și prelucrarea materialelor. Scopul ei a fost de a găsi motive care să reprezinte cel mai bine omenirea, pentru a oferi cel puțin un motiv familiar tuturor celor din întreaga lume. Creația se dorește a fi un mesaj pentru fiecare ființă umană, subliniind importanța iubirii reciproce și a protejării planetei noastre. Lucrarea a fost inaugurată la 7 martie 2023.

## Viață personală
S-a căsătorit cu József Zsigó la 7 mai 1977, iar fiica lor, Katalin, s-a născut la 9 iulie 1978, în timp ce nepoata lor, Panna, s-a născut la 3 ianuarie 2013.

## Premii
- 1995: Népi Iparművész-díj (circa Artistul tradițional al anului)
- 2004: A nap embere (Premiul Oameni ai zilei)
- 2009: Dubai: a fost aleasă printre primii cinci artiști de pictură pe ouă din lume și cea mai bună din Europa.
- 2011: a lansat un film portret în cinci limbi, intitulat A tojásdíszítés királynője (în română: Regina picturii pe ouă), pe un disc decorat cu aur de 24 de carate.
- 2017: a fost aleasă membră a Enciclopediei Britanice
- 2018: a primit premiul Master of Kecskemét
- 2018: câștigătoare al categoriei Artă tradițională maghiară și educație publică
- 2018: Premiul Prima[50]
- 2019: Premiul Harmónia[51][52]
- 2021: Marea insignă a Ordinului Vitézi din Bazinul Carpatic cu Spada de Cavaler[53][54][55]
- 2023: Premiul pentru cultură al județului Bács-Kiskun[56][57][58]
- 2023: Crucea de Bronz a Meritului Maghiar, categoria civilă[59][60][61]

## Expoziție
Zsigóné și-a expus creațiile în Ungaria, la Institutul Cultural Danez și la Herend (împreună cu faimoasele porțelanuri Herend), precum și în Dubai și Bruxelles.
În 2014, ea și-a creat propria expoziție în propria casă, care este vizitată atât de maghiari, cât și de străini.